# Stojko (priimek)
Stojko je priimek v Sloveniji in tujini. Po podatkih Statističnega urada Republike Slovenije je na dan 1. januarja 2011 v Slovenji uporabljalo ta priimek 135 oseb.  

## Znani slovenski nosilci priimka
- Simon Stojko Falk, fotograf in bmx kolesar
- Tone Stojko (*1947), fotograf

## Znani tuji nosilci priimka
- Elvis Stojko (*1972), kanadski umetnostni drsalec (izvira iz slovenske družine)